# Metalen man uit Rusland
Metalen man uit Rusland (Amerikaanse titel: Who?) is een roman van de Amerikaanse schrijver Algis Budrys. Het boek valt in te delen in de categorieën sciencefiction en spionage. Het boek speelt zich af aan het eind van de 20e eeuw. Het boek werd in 1975 verfilmd met als titel Who? met Elliott Gould in de rol van Rogers. 

## Synopsis
De Koude Oorlog is nog in volle gang. Beide blokken, het westen onder aanvoering van de VS en het oostblok onder aanvoering van de Sovjet-Unie, bekijken elkaar vol achterdocht. In die situatie werkt wetenschapper Lucas Martino aan het project K-88. Van dat project weet eigenlijk niemand het fijne. De VS zitten op proeven te wachten, de Sovjet-Unie had alleen invloed op de uiteindelijke plaats waar het project werd voorbereid. Dat is vlak buiten hun gebied, zodat ze alles in de gaten kunnen houden. Bij een belangrijke proef onder leiding van Martino ontploft de boel. De Sovjets zijn er snel bij, de Amerikanen zijn te laat. De gewonde wetenschapper Martino wordt meegenomen naar een ziekenhuis aan de Sovjetzijde. Martino blijkt bij de ontploffing behoorlijk beschadigd, maar de Russen weten hem aardig op te lappen. Het blijkt echter (te) veel tijd te kosten. Martino’s hoofd is beschadigd, net zoals een aantal organen en zijn arm. Het hoofd spionage van Sovjetkant Anastas Azarin zit met hem opgescheept. Ze willen hem “zacht” ondervragen, maar Martino houdt zijn mond. Er wordt een idee geopperd om een vervanger naar het westen te sturen, maar dat lijkt onmogelijk, omdat ze niets van het project weten. Uiteindelijk wordt Martino teruggebracht en uitgewisseld. Shawn Rogers van de VS moet vervolgens proberen te achterhalen of de Sovjets inderdaad Martino hebben teruggezonden. Identificatie is niet mogelijk. Het gezicht is vervangen door metaal. De normale wijze van identificatie via vingerafdrukken kan ook niet. Ze weten niet of de hand nog wel bij het lichaam hoort. Een onderzoek naar het verleden van Martino levert onvoldoende aanknopingspunten op om er achter te komen of Martino daadwerkelijk Martino is. De man blijkt al sinds zijn geboorte een grijze muis; iedereen herinnert zich hem, maar specifieke gebeurtenissen waren/zijn er niet. 
De onderlinge achterdocht leidt er uiteindelijk toe, dat Martino op een zijspoor belandt. Hij kan gaan rentenieren op de boerderij, die zijn vader hem nagelaten heeft. Interesse in het project K-88 heeft hij ook al niet meer. De geheime dienst houdt hem al die tijd in de gaten. Na verloop van tijd komt Rogers het toch nog maar een keer vragen: Ben u Martino? Martino moe van alle vragen antwoordt: "Nee". Hij wil van het gezeur af zijn en wil rustig met zijn tractor op zijn land werken. 
Er zijn in het boek drie verhaallijnen. Het eerste is de huidige situatie; wie is toch die man die teruggebracht is. Die verhaallijn wordt vanuit de Amerikaanse visie beschreven. Het tweede is het levensverhaal van Martino; hoe hij zich uit een Italiaanse agrarische gemeenschap ontwikkelt tot wetenschapper. Het derde omschrijft de korte periode dat Martino zich onder de Sovjets bevindt en vormt de bijna-afsluiting van de roman.     